# Music Has the Right to Children
Music Has the Right to Children е албум на шотландската електронна група Boards of Canada и се счита за най-добър и нагледен пример за тяхното музикално творчество. Издаден е на 20 април 1998 в Европа и на 20 август 1998 в САЩ.

## Фактология
- Част от песните записани за по-ранното им издание „Boc Maxima“ са включени в този албум, но със забележими промени.
- Песните представляват смесица между теренни записи и интензивна звукова манипулация.
- Песента „Smoke Quantity“ е включена за първи път в албума „Twoism“ от 1995.
- „Pete Standing Alone“ (Пийт Самстоящ) е името на индианец от племето кайнай, около когото се развива действието документален филм за това племе, създаде от Националния филмов борд на Канада.
- Името на песента „Roygbiv“ означава дума-способ на английски език за запомняне на всички цветове от видимия спектър (Red Orange Yellow Green Blue Indigo Violet).
- „Music Has the Right to Children“ като цяло е сравнително доста добре приет от критиците и се оказва техният голям пробив в популярната електронна музика. Включен е в множество класации за най-добри албуми на 20 век.

## Песни
1. Wildlife Analysis – 1:17
2. An Eagle in Your Mind – 6:23
3. The Color of the Fire – 1:45
4. Telephasic Workshop – 6:35
5. "Triangles & Rhombuses" – 1:50
6. Sixtyten – 5:48
7. Turquoise Hexagon Sun – 5:07
8. Kaini Industries – 0:59
9. Bocuma – 1:35
10. Roygbiv – 2:31
11. Rue the Whirl – 6:39
12. Aquarius – 5:58
13. Olson – 1:31
14. Pete Standing Alone – 6:07
15. Smokes Quantity – 3:07
16. Open the Light – 4:25
17. One Very Important Thought – 1:14
18. Happy Cycling – 7:51 (включена само в изданието от 1998 на Matador и в това от 2004 на Warp)